# Mixage
Mixage ist ein Lifestylemagazin, das 1988 in Ingolstadt gegründet wurde. 
Die erste Ausgabe kam im Juli 1989 in den deutschen Pressehandel. Zielgruppe der Zeitschrift waren zunächst Disc Jockeys aus dem Bereich Rap und Hip-Hop. In den ersten acht Jahren (bis zum Sommer 1997) waren ausschließlich Musik- und Modethemen im Heft.
Danach entwickelte sich Mixage zum Lifestyle- & Fashion-Magazin, mit teils mehrseitigen Fotostrecken aus dem Model-Bereich. Neben bekannten Modellen wie Helena Christensen, Claudia Schiffer und Naomi Campbell wurden in Mixage seither immer wieder bekannte Persönlichkeiten fotografiert und porträtiert (u. a. George Clooney, Bruce Willis, Kevin Costner, Demi Moore, Kevin Bacon, Michael Schumacher, Boris Becker, Franz Beckenbauer).
Seit 1989 erscheint das Magazin in einem Regensburger Verlagshaus. Heute steht die Fotografie im Vordergrund.